# Aparammoecius bagmatiensis
Aparammoecius bagmatiensis är en skalbaggsart som beskrevs av Zdzisława Stebnicka 1983. Aparammoecius bagmatiensis ingår i släktet Aparammoecius och familjen Aphodiidae. Inga underarter finns listade i Catalogue of Life.